# ヴィマナ

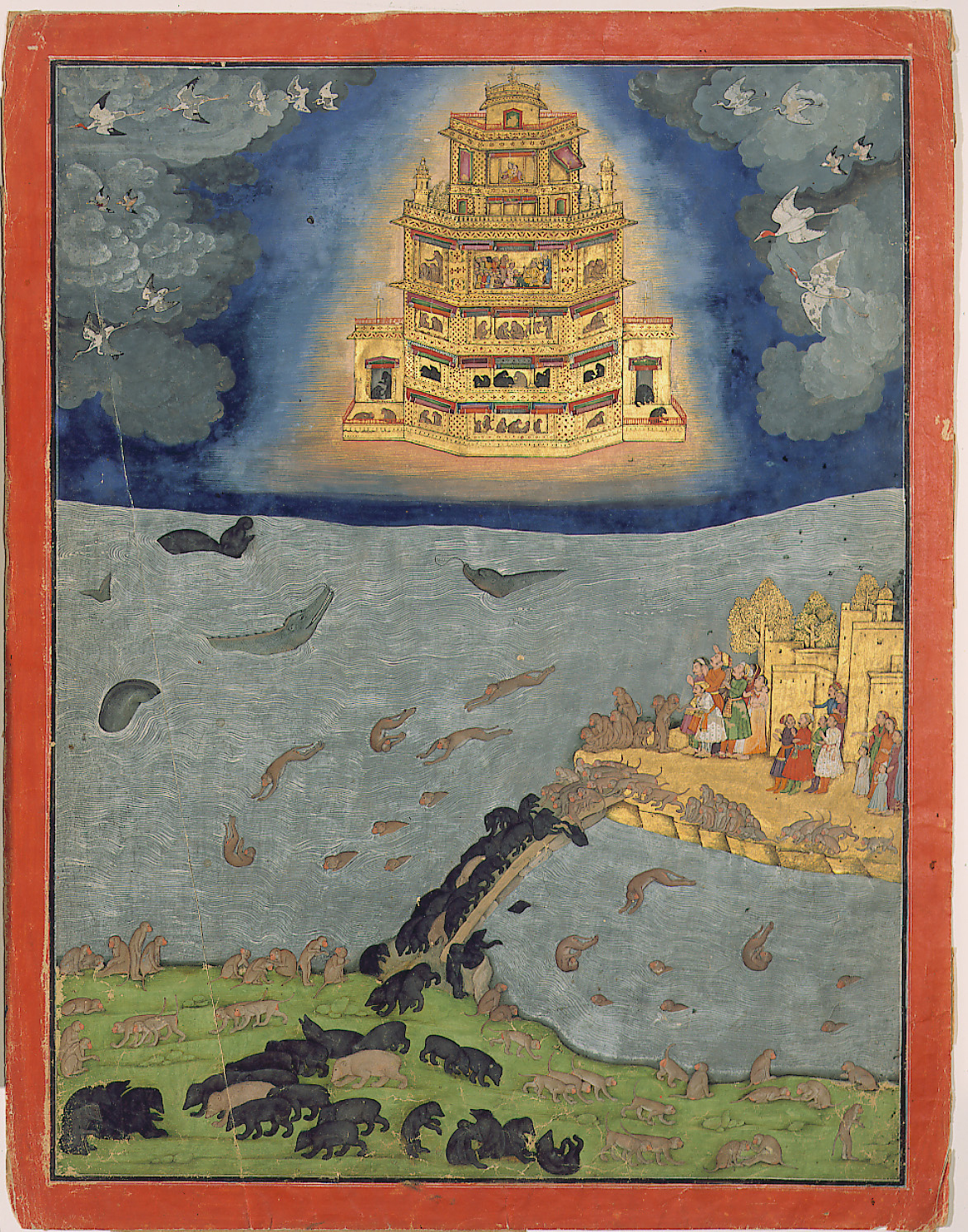
空を飛ぶプシュパカ・ヴィマナ（Pushpaka vimana）。

ヴィマナはヒンドゥー教やサンスクリットの叙事詩に登場する空飛ぶ宮殿、或いは戦車である。悪魔の王ラーヴァナのプシュパカ・ヴィマナ（Pushpaka Vimana）が例として取り上げられることが多い。また、ジャイナ教の文献にも登場する。

## 名称について

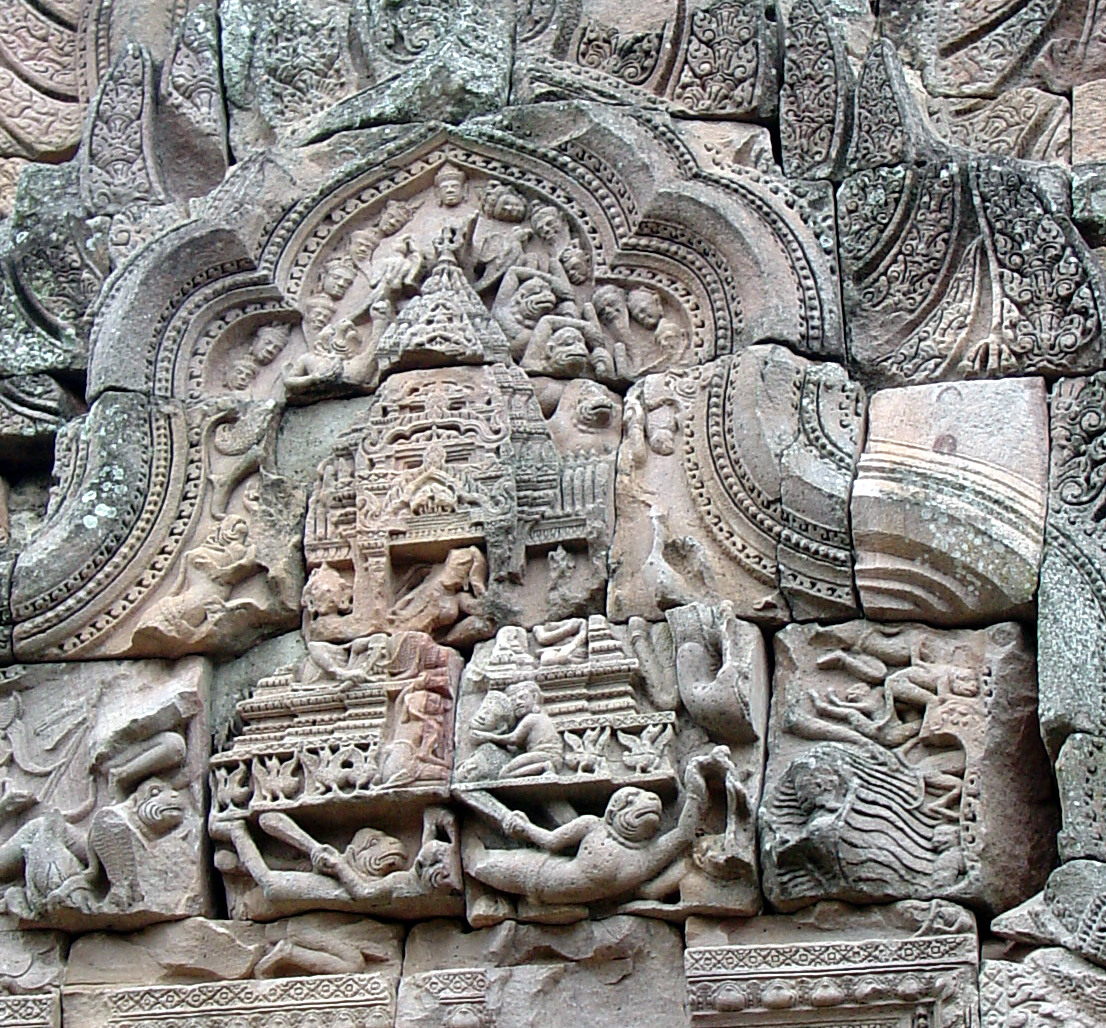
空を飛ぶ寺院として描写されたプシュパカ・ヴィマナの彫刻。

サンスクリット語であるヴィマナ（vi-māna、विमान）は字義をとれば「計り分けること」あるいは「計り分けられたもの」という意味になる。モニア・モニア＝ウィリアムス（Monier Monier-Williams）はヴィマナを「神々の車、或いは戦車、または空を飛び自動で動く乗り物」と定義している。文献によってそれは車だったり、棺や船だったり、皇帝の宮殿であったり、中には7階建ての宮殿であるという描写も見られる。ヒンディー語などいくつかの現代のインドの言葉ではヴィマナは飛行機を意味し、例えばヴィマナプラ（Vimanapura）という飛行場の街がある。またヒンドゥー建築に見られる構造を指す言葉でもある。

## ヴェーダ

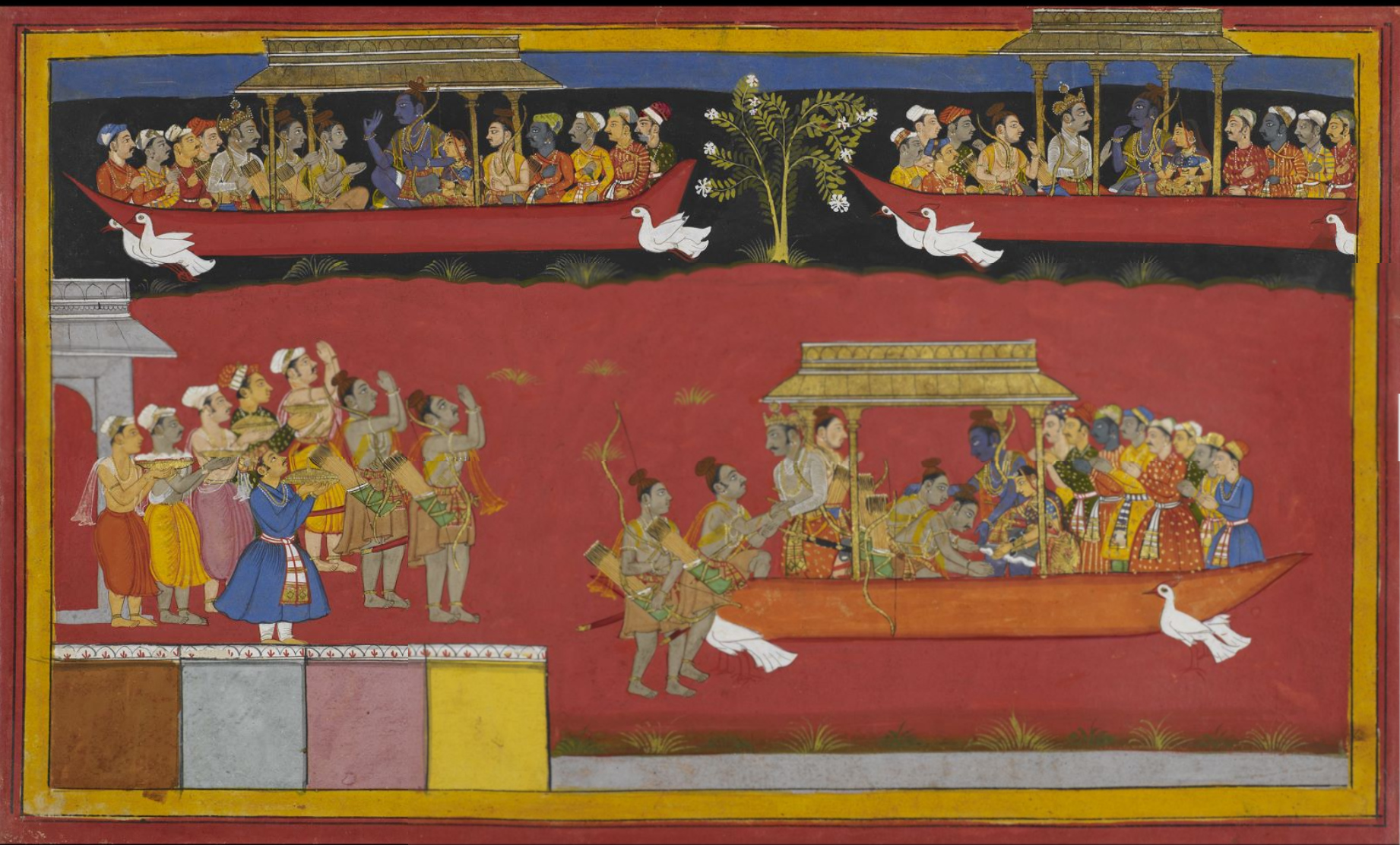
プシュパカ・ヴィマナ。2つは空を飛び、残りのひとつは地上に降りている。

ヴェーダなどサンスクリットの叙事詩にヴィマナの原型ともいえる空を飛ぶ戦車が登場する。太陽神、インドラやその他の神々が動物、主に馬に引かれるチャリオットで空を飛ぶ場面が描かれている。
現存するリグ・ヴェーダではヴィマナに関する記述は見られないが、1巻164章の47-48詩が機械仕掛けの鳥について語られていると捉えられる場合がある。スワミ・ダヤナンダ・サラスヴァティ（Swami Dayananda Saraswati）はこれらの詩を以下のように解釈している。
火と水を使ったからくりですばやく宇宙へと飛び出す。それは12本の柱を持ち、1つの車輪、3つの機関と、300の回転軸と、60の装置を持つ。

## ヒンドゥ叙事詩

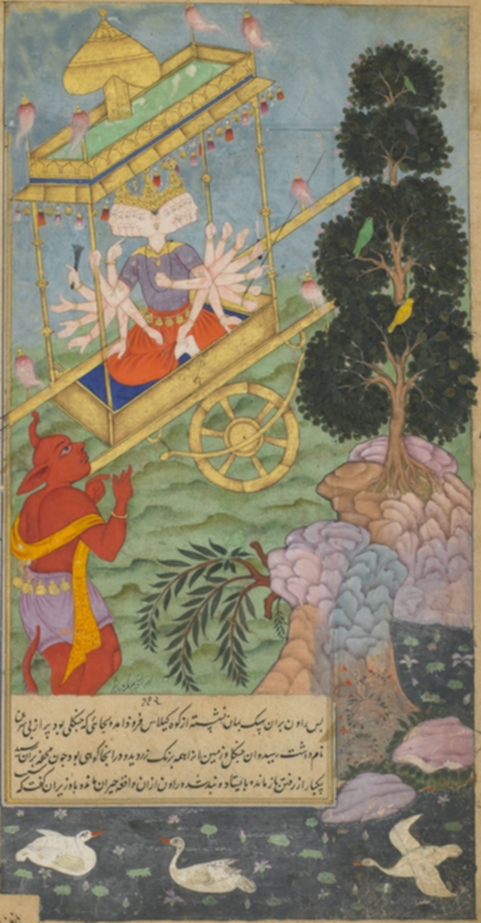
プシュパカ・ヴィマナに乗るラーヴァナ

### ラーマーヤナ
ラーマーヤナにおけるプシュパカ・ヴィマナへの言及が空飛ぶものとしては初めての記録となる。このプシュパカ・ヴィマナ（花のようなヴィマナ）はもともとはヴィシュヴァカルマンが創造の神、ブラフマーのために造ったもので、ブラフマーは後にそれを富みの神クベーラへ譲る。後にランカー島とともに異母兄弟であるラーヴァナに奪われた。

### マハーバーラタ
複数の言及が見られるが例えばアスラであるマヤが12キュビットの周囲と4つの車輪を持つヴィマナを所有している。

## ヴィマニカ・シャストラ

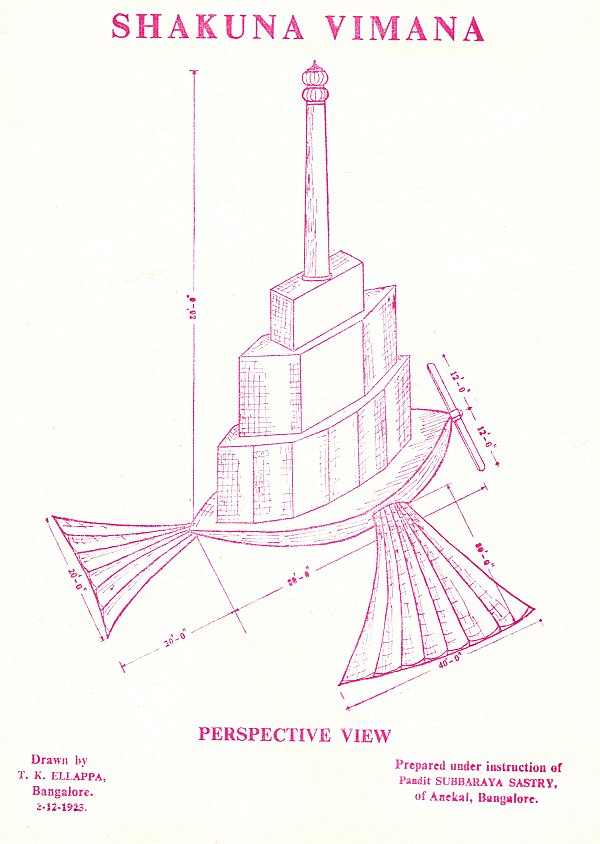
シャクナ・ヴィマナのイラスト。蝶番で接続された翼と尾を使って鳥のように飛ぶとされている。

ヴィマニカ・シャストラ（Vaimānika Shāstra）は航空工学に関する20世紀初頭に記されたサンスクリットの文献である。ヴィマナ、すなわち神々の戦車の造り方を扱っており、チャネリングを通して記述されたといわれている。現存する文献は1952年、ジョシヤル（G. R. Josyer）により存在が明らかにされ、彼によればこのサンスクリットの文献は1918年から1923年にかけてパンディット・スッバラヤ・シャストリ（Pandit Subbaraya Shastry）が口述筆記させたものであるとされた。ヒンディー語訳は1959年に出版され、英語対訳のサンスクリット語版は1973年に出版されている。全8章3000の詩篇からなる。スッバラヤ・シャストリはこれをマハリシ・バラドヴァージャ（1万年以上前に生きていたと信じられている人物）の口述を書き取ったものだと主張していた。1974年、バンガロールのインド理科大学院で航空学、機械工学の観点から検証が行われ、文献で説明されている航空機を「拙い捏造」と結論し、執筆者の航空工学の知識の乏しさが見て取れると評した。

## ポップカルチャーに見るヴィマナ
- ヴィマナ (シューティングゲーム)にはプレイヤーの乗り物がヴィマナと名づけられている。
- Fate/Zeroではギルガメッシュがヴィマナを所有している。
- 映画星を追う子どもでは空を飛ぶ方舟をシャクナ・ヴィマナ（Shakuna Vimanas）と言及されている。
- 映画オブジェクティブではCIAエージェントである主人公の捜索対象としてヴィマナが登場する。